# Metropolia di Efeso

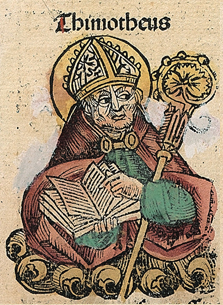
Il primo vescovo, san Timoteo, dalle Cronache di Norimberga (1493).

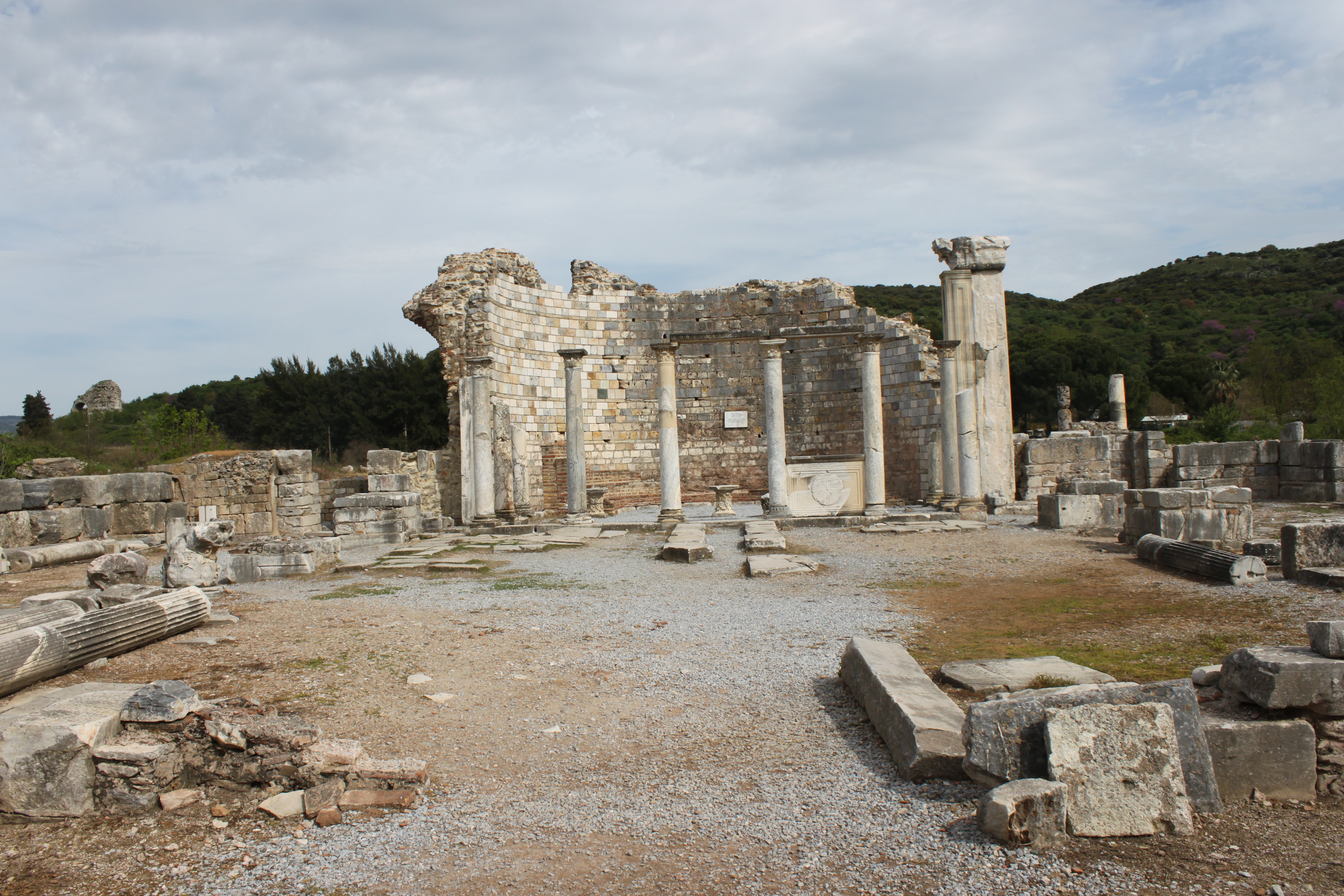
Rovine della chiesa della Vergine Maria.

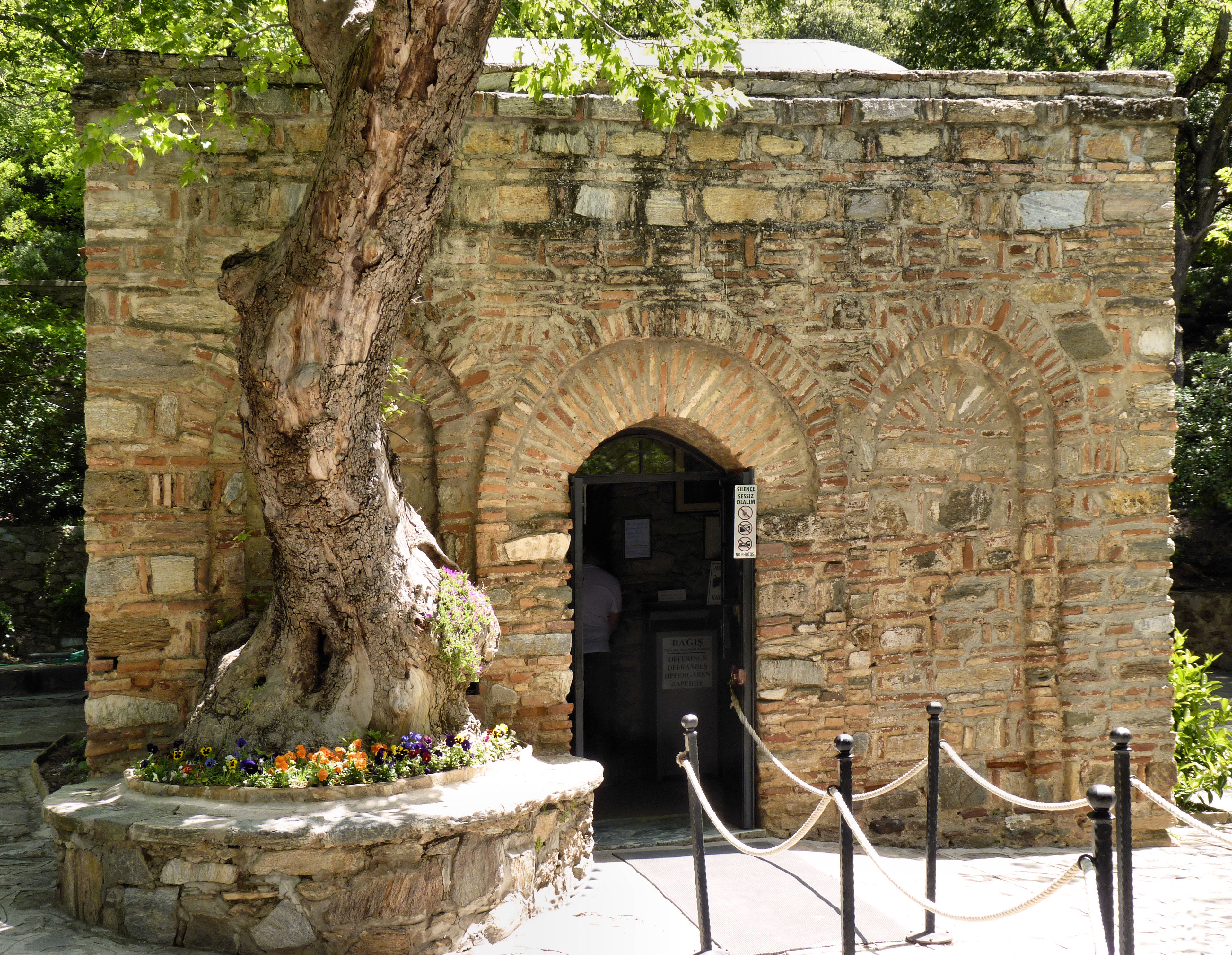
La presunta casa della Vergine Maria.

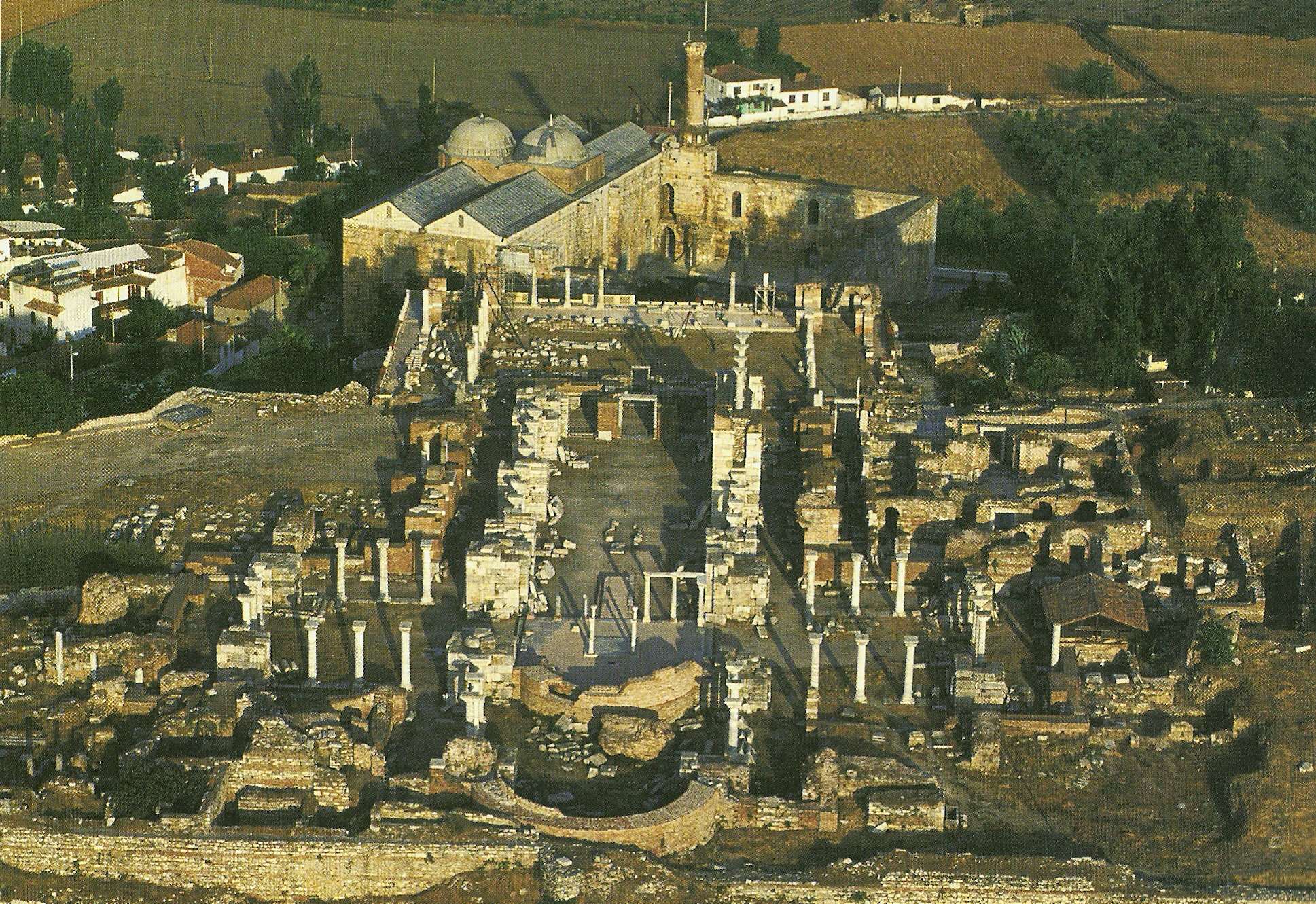
Vista aerea dei resti della chiesa di San Giovanni apostolo ed evangelista.

La metropolia di Efeso (in greco Μητρόπολις Εφέσου?, Mitrópolis Efesou) è una sede soppressa del patriarcato di Costantinopoli.

## Storia

### Origini della Chiesa efesina
Efeso, le cui rovine si trovano oggi nei pressi della città di Selçuk, fu sede di un'antichissima comunità cristiana, le cui origini risalgono alla predicazione dell'apostolo Paolo (Atti degli Apostoli 19,1-10). Secondo quanto riferisce la prima lettera a Timoteo (1,3), ripresa da Eusebio di Cesarea nella sua Storia ecclesiastica, primo vescovo della città fu san Timoteo, discepolo di san Paolo e da lui costituito responsabile della comunità cristiana efesina. Nell'epistolario paolino è compresa anche la lettera agli Efesini, attribuita dalla tradizione a san Paolo, ma probabilmente opera di un discepolo o di un autore cristiano successivo. Secondo i menologi greci, a Timoteo sarebbe succeduto san Caio, identificato con il Gaio di Derbe menzionato negli Atti degli Apostoli (20,4).
Secondo un'antica tradizione, già attestata da sant'Ireneo di Lione nella seconda metà del II secolo, e poi ancora da Policrate di Efeso e da Eusebio di Cesarea, l'evangelista e apostolo san Giovanni sarebbe vissuto gli ultimi anni della sua vita ad Efeso e qui sarebbe morto; la tradizione bizantina ha sempre riconosciuto ad Efeso la tomba dell'apostolo, su cui venne costruita una monumentale basilica. Il legame tra Efeso e Giovanni è testimoniato dal fatto che essa è una delle Sette Chiese dell'Asia cui sono indirizzati messaggi all'inizio del libro dell'Apocalisse, attribuito allo stesso apostolo (2,1-7). Un'altra tradizione, meno antica e collegata anch'essa alla presenza di Giovanni nella città, riferisce della morte ad Efeso della Vergine Maria.
Non è noto il rapporto tra le due anime, paolina e giovannea, della prima comunità cristiana. Il primo dato certo dell'epoca subapostolica è la lettera di Ignazio di Antiochia indirizzata ai cristiani di Efeso all'inizio del II secolo, dove è fatta menzione del vescovo Onesimo, il primo storicamente documentato.
Con la riforma dioclezianea dell'impero romano, Efeso divenne la capitale della provincia romana di Asia, nella diocesi civile omonima e contestualmente fu elevata al rango di sede metropolitana della provincia asiatica, come confermato dal canone 2º del concilio di Costantinopoli del 381. Con il V secolo, in seguito alla suddivisione della cristianità in patriarcati, la provincia ecclesiastica di Efeso entrò a far parte del patriarcato di Costantinopoli, come confermato dal canone 28º del concilio di Calcedonia.

### Provincia ecclesiastica
Diverse decine furono le diocesi suffraganee che dipendevano dal metropolita efesino. Nel concilio di Calcedonia del 451 furono 39 i vescovi che firmarono gli atti dopo il metropolita Bassiano.
Nella prima Notitia Episcopatuum conosciuta, attribuita allo pseudo-Epifanio e databile alla metà del VII secolo, la sede di Efeso appare al 2º posto nell'ordine gerarchico delle metropolie del patriarcato di Costantinopoli, dopo Cesarea di Cappadocia, con 38 diocesi suffraganee. Durante il concilio di Nicea del 787 31 vescovi firmarono gli atti dopo il metropolita Giovanni III. Nella Notitia composta all'epoca dell'imperatore Leone VI (inizio X secolo) le diocesi suffraganee attribuite a Efeso sono 34.
Verso la metà del IX secolo Smirne, una delle suffraganee di Efeso, fu elevata al rango di sede metropolitana. All'epoca del patriarca Nicola I Mistico, le sono attribuite quattro suffraganee, tutte sottratte alla provincia ecclesiastica efesina: Focea, Magnesia, Clazomene e Arcangelo.
L'ultima Notitia che riporta gli elenchi delle suffraganee, databile al XII secolo, attribuisce a Efeso ancora 34 suffraganee. Sinodi patriarcali del XIII secolo menzionano tra i 16 e i 21 vescovi suffraganei di Efeso, in un'epoca in cui, con la progressiva occupazione ottomana della regione, calò la presenza cristiana e si ridusse il numero delle diocesi, i cui territori furono annessi a quello dell'arcidiocesi efesina.
Tra le diocesi suffraganee di Efeso si ricordano: Adramittio, Anea, Anineta, Antandro, Arcadiopoli, Asso, Euaza, Aureliopoli, Bareta, Briula, Eritre, Gargara, Caloe, Cime, Lebedo, Magnesia, Mastaura, Metropoli, Mirina, Nea Aule, Nisa, Paleopoli, Pergamo, Perperene, Pitane, Priene, Dioshieron, Pirgo, Teos, Tralle.

### Periodo bizantino
La città fu sede di uno dei concili ecumenici dell'antichità, concilio tenutosi nel 431 e al quale parteciparono circa 200 vescovi. Inoltre, nel 449, si celebrò un secondo concilio, non riconosciuto dalle maggiori chiese cristiane come ecumenico, e noto tra i teologi cattolici e ortodossi come brigantaggio di Efeso.
Nella seconda metà del V secolo la sede efesina fu occupata per un certo periodo da Paolo I, vescovo monofisita, sostenitore del patriarca alessandrino Timoteo Eluro; Paolo fu deposto con l'avvento al trono imperiale di Zenone (475). Il VI secolo è segnato dalla presenza di due importanti figure di vescovi: Ipazio (519 - circa 540/541), particolarmente attivo nella lotta contro il monofisismo; e Giovanni (circa 558 - circa 588), vescovo giacobita e storico bizantino
Nell'VIII secolo la sede efesina venne coinvolta nella lotta iconoclasta, sostenuta in particolare dall'imperatore Leone III Isaurico (717-741). A farne le spese furono il vescovo sant'Ipazio e il sacerdote Andrea, venerati come santi il 21 settembre.
Nella seconda metà dell'XI secolo fu metropolita di Efeso Michele Doukas, che dopo aver abdicato come imperatore bizantino, si fece monaco e venne eletto alla sede efesina nel 1078; due anni dopo la città fu conquistata dai Turchi Selgiuchidi e Michele fece ritornò a Costantinopoli dove visse il resto della sua vita. In seguito alla conquista crociata di Costantinopoli (1204), la metropoli efesina entrò a far parte dell'impero di Nicea. Non sono tuttavia noti arcivescovi latini di Efeso per il XIII secolo. Le trattative per un'unione tra la Chiesa cattolica e le Chiese ortodosse, avviate dall'imperatore di Nicea Teodoro I Lascaris (1205-1222), videro un valente oppositore nel metropolita Nicola Mesarite (ante 1213 - post 1216).

### Periodo ottomano

Mappa delle sedi metropolitane del patriarcato di Costantinopoli in Anatolia attorno al 1880.

Tra il 1304 e il 1305 Efeso venne nuovamente conquistata dai turchi selgiuchidi, che trasformarono la chiesa di San Giovanni in una moschea, come riporta Matteo I, documentato sulla sede efesina dal 1329 al 1351. Nel 1390 la città passò ai turchi ottomani.
Inizia da questo momento un lungo periodo di crisi per Efeso e per la comunità cristiana locale. Già a partire dall'VIII/IX secolo era stata edificata una cittadella fortificata nei pressi dell'antica città costiera, Aya Solouk (odierna Selçuk), nome derivato dal greco Hagios Theologos, "Santo Teologo", in riferimento all'apostolo ed evangelista Giovanni. Progressivamente gli abitanti vi si trasferirono, abbandonando così l'antico centro. Inoltre la loro costante islamizzazione ridusse di molto la comunità cristiana. Questo determinò un aumento del territorio di competenza dei metropoliti efesini, che oltre all'Asia, si estese anche alla Caria e per un certo periodo anche alla Lidia.
Nel 1402 Efeso venne distrutta dalle armate di Tamerlano e i metropoliti si trasferirono in Nea Ephesos ("Nuova Efeso", oggi Kuşadası), 10 km a sudovest dall'antico centro. Nel corso del XVI secolo, la sede della metropoli venne trasferita a Teira (l'odierna Tire), mentre probabilmente durante la fine del XVII secolo fu nuovamente spostata a Manisa, l'antica Magnesia ad Sipylum.
In quest'epoca, a seguito dell'aumento dell'elemento greco-ortodosso in Anatolia, furono erette nuove diocesi, che ridusse l'area di competenza dei metropoliti efesini. Tuttavia, la giurisdizione della diocesi di Efeso includeva ancora una vasta area nell'Anatolia occidentale, divisa in tre distretti: Magnesia, Kordelio e Kydonies (oggi Ayvalık). La creazione di nuove diocesi portò alla restaurazione della provincia ecclesiastica efesina; tra Settecento e Ottocento sono documentate tre diocesi suffraganee di Efeso: Iliopoli, Krini e Anea.
Nel 1821 Dionisio Kalliarchis fu uno dei metropoliti giustiziati dagli ottomani come rappresaglia per la guerra d'indipendenza greca.
Agli inizi del XX secolo, per l'aumento della presenza cristiana nella regione, il territorio dell'arcidiocesi fu ulteriormente ridotto per la creazione di due nuove sedi metropolitane, Kydonies (1908) e Pergamo (1922).
A seguito del trattato di Losanna, per porre fine alla guerra greco-turca, nel 1923 fu attuato uno scambio di popolazioni tra Grecia e Turchia che portò alla totale estinzione della presenza cristiana ortodossa nel territorio dell'arcidiocesi efesina. L'ultimo metropolita residente fu Temistocle Chatzistavrou, trasferito alla sede di Rodi nel febbraio 1924 e poi, con il nome di Crisostomo II, eletto arcivescovo di Atene e primate della Chiesa ortodossa di Grecia dal 1962 al 1967.
Con la fine della presenza cristiana ortodossa a Efeso e nel suo territorio (1923), il patriarcato ecumenico di Costantinopoli ha iniziato ad attribuire il titolo di Efeso a metropoliti non residenziali, l'ultimo dei quali è Crisostomo Konstantinidis, deceduto nel 2006.

## Cronotassi

### Periodo romano e bizantino
- San Timoteo † (I secolo)
- San Caio † (fine I secolo)[19]
- Sant'Onesimo † (menzionato attorno al 107)[20]
- Policrate † (menzionato nel 196 circa)
- Apollonio †
- Menofanto † (prima del 325 - dopo il 349)[21]
- Evezio † (prima del 365 ? - dopo il 381)[21]
- Agapio † (menzionato nel 385 circa)[21]
- Castino † (prima del 400)[21]
- Antonino † (prima del 400 - fine 400 / inizio 401 deceduto)[21]
- Eraclide † (401 - circa 404 dimesso o deposto)[21]
  - Anonimo (circa 404 - ?) (usurpatore)[21]
- Memnone † (prima del 428 - circa 443 deceduto)[21]
- Basilio I † (circa 443 - 444 deceduto)[21]
- Bassiano † (444 - 15 aprile 448 deposto)[21]
- Stefano I † (448 - 451 deposto)[21][22]
- Giovanni I † (451 - dopo il 457)[21]
- Paolo I † (prima del 475 - 476 deposto)[21]
  - Anonimo (circa 476 - dopo il 482) (usurpatore)[21]
- Giuliano † (fine V secolo)[21]
  - Eterio † (menzionato nel 500 circa) (vescovo monofisita)
- Pietro † (prima del 502/503)[21]
- Teosebio † (prima del 503 - 519 deceduto)[23]
- Ipazio I † (519 - circa 540/541 deposto)[24]
- Andrea † (541 - dopo il 553)[21]
  - Procopio † (menzionato nel 548/549) (vescovo monofisita)[21]
  - Eutropio † (menzionato nel 548/549) (vescovo monofisita)[21]
- Abramo † (seconda metà del VI secolo)[21]
  - Giovanni † (circa 558 - circa 588 deceduto) (vescovo giacobita)
- Rufino † (menzionato nel 596)[21]
- Giovanni II † (circa 575/625)[21]
- Teodoro I † (menzionato nel 680/81)
- Stefano II † (menzionato nel 691/92)
- Filomeno † (circa VII/VIII secolo)[25]
- Anonimo † (menzionato nel 714 circa)[26]
- Sant'Ipazio II † (menzionato nel 735 circa)[27]
- Teodosio † (prima del 754 - dopo il 763/64)[28]
- Giovanni III † (menzionato nel 787)[29]
- Teodoro II † (circa VIII/IX secolo)[30]
- Giovanni IV † (inizi del IX secolo)[31]
- Nicola I † (prima metà del IX secolo)[32]
- Paolo II † (prima metà del IX secolo)[33]
- Teofilo † (prima dell'815/21 - dopo l'824)[34]
- Marco I † (menzionato nell'833)[35]
- Teofane I † (menzionato nell'861)[36]
- Basilio II † (menzionato nell'869/70)
- Gregorio I † (menzionato nell'879/80)
- Giovanni V † (inizi del X secolo)[37]
- Costantino I † (inizi del X secolo)[38]
- Gregorio II † (prima del 913 circa - dopo il 927)[39]
- Stefano III † (? - circa 945 deceduto)[40]
- Anonimo † (menzionato nel 945 circa)[41]
- Anonimo † (menzionato nel 959)[42]
- Teodoro III † (prima del 987/89 - dopo il 1018/19)[43]
- Ciriaco † (prima del 1027 - dopo il 1039)[44]
- Teofane II † (prima metà dell'XI secolo)[45]
- Teofilatto † (metà dell'XI secolo)[46]
- Niceforo I † (prima del 1071 - dopo il 1072)
- Michele Doukas † (menzionato nel 1078)
- Giovanni VI † (circa X/XII secolo)
- Giovanni VII † (menzionato nel 1144/47)
- Giorgio Tornikès † (1155 - circa 1156 deceduto)
- Costantino II † (menzionato nel 1160 circa)
- Nicola II † (prima del 1167 - dopo il 1177)
- Giorgio † (prima del 1191 - dopo il 1192)
- Giovanni VIII † (menzionato nel 1195)
- Nicola Mesarite † (prima del 1213 - dopo il 1216)
- Jasites † (menzionato nel 1220 circa)
- N. Monasteriotes † (menzionato nel 1224 o 1225)
- Giovanni IX † (menzionato nel 1227 e nel 1229)
- Niceforo II † (menzionato nel 1230)
- N. Manasses † (prima del 1233 - circa 1237/38 deceduto)
- Costantino Claudiopolites † (circa 1237/38 - circa 1239 dimesso)
- Niceforo III † (1240 - marzo 1260 eletto patriarca di Costantinopoli)
- Isacco † (1278 - 1283)[47]
- Giovanni Kheilas † (circa 1283/84 - dopo il 1289)[48]
- Giovanni X † (menzionato nel 1300)

### Periodo ottomano

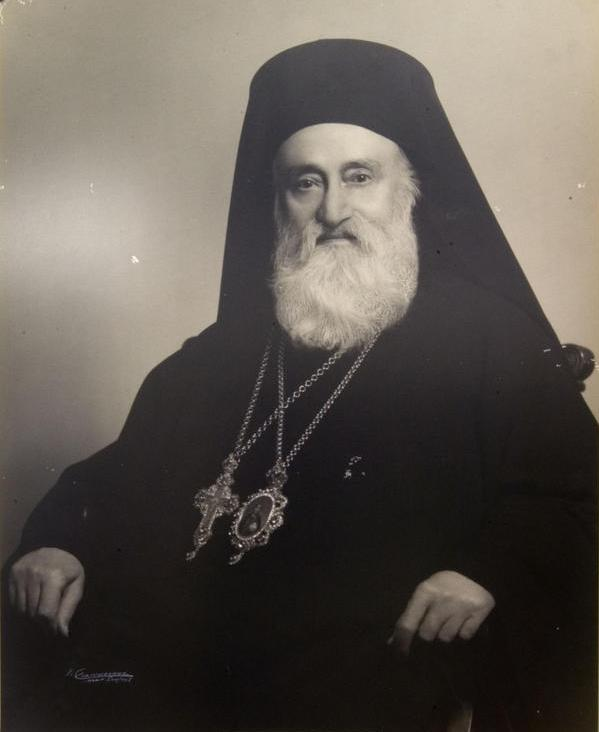
Temistocle Chatzistavrou, ultimo metropolita greco-ortodosso di Efeso (1921-1922).

- Matteo I † (prima del 1329 - giugno 1351)[49]
- Neofito I † (menzionato nel 1368)
- Teodoreto † (1365 - 1372)[50]
- Giuseppe † (menzionato nel 1373)[51]
- Massimo † (1390 - 1393)
- Mirone † (menzionato nel 1393)[52]
- Giuseppe † (1393 - 21 maggio 1416 eletto patriarca di Costantinopoli)[53]
- Matteo II † (prima del 1426 - dopo il 1427)
- Manuele † (1431 - 1437)
- Joasaph I † (circa 1433 - 1437)[54]
- Marco II † (1437 - 23 giugno 1445 deceduto)[55]
- Neofito II † (1469/1470 - 1481)[56]
- Daniele † (prima del 1484 - dopo il 1488)
- Joasaph II † (prima del 1522 - dopo il 1523)
- Luca † (menzionato nel 1561)
- Gregorio III † (menzionato nel 1564)
- Atanasio I † (prima del 1568 - 1577)
- Sofronio † (1577 - dopo il 1606)
- Gabriele I † (prima del 1613 - 1625 dimesso)
- Ignazio I † (1625 - dicembre 1626)
- Gabriele I † (dicembre 1626 - 1627) (per la seconda volta)
- Silvestro † (1º ottobre 1627 - aprile 1631)
- Melezio I † (28 aprile 1631 - maggio 1639 dimesso)
- Antimo I † (maggio 1639 - dopo luglio 1639)
- Melezio I † (1639 - febbraio 1642) (per la seconda volta)
- Paisio I † (16 febbraio 1642 - 10 settembre 1645 dimesso)
- Ignazio II † (10 settembre 1645 - 1655/56)
- Paisio I † (1656 - dopo il 1672) (per la seconda volta)[57]
- Atanasio II † (menzionato nel 1683)
- Teofane III † (prima del 1688 - 1704)
- Partenio † (1704 - ?)
- Cipriano † (circa 1710 - ?)[57]
- Cirillo † (menzionato dal 1712 al 1725)
- Gabriele II † (1745 - aprile 1746)
- Gioacchino † (aprile 1746 - 1747)
- Dionisio I † (19 agosto 1747 - 1753)
- Nataniele † (23 novembre 1753 - febbraio 1762)
- Dionisio II † (27 febbraio 1762 - 24 maggio 1763)
- Melezio II † (31 maggio 1763 - febbraio 1780)
- Samuele † (febbraio 1780 - giugno 1801 deceduto)
- Macario Balasakis † (giugno 1801 - 1803 deceduto)
- Dionisio Kalliarchis † (settembre 1803 - 10 aprile 1821 deceduto)
- Macario † (aprile 1821 - dicembre 1830 deceduto)
- Crisante † (dicembre 1830 - 1836 deceduto)
- Gerasimo Domninos † (settembre 1836 - 1837 deceduto)
- Antimo Ioannidis † (1º aprile 1837 - 4 dicembre 1845 eletto patriarca di Costantinopoli)
- Antimo Koutalianos † (dicembre 1845 - 14 luglio 1853 dimesso)
- Paisio II † (14 luglio 1853 - 25 maggio 1872 sospeso)
- Agatangelo Gavrilidis † (25 maggio 1872 - 26 aprile 1893 deceduto)
- Costantino Valliadis † (30 aprile 1893 - 2 aprile 1897 eletto patriarca di Costantinopoli)
- Gioacchino Efthyvoulis † (10 maggio 1897 - 10 gennaio 1920 deceduto)
- Temistocle (Crisostomo) Chatzistavrou † (19 febbraio 1922 - 5 febbraio 1924 eletto metropolita di Rodi)

## Arcivescovi titolari greci
- Callinico Fotiadis † (8 maggio 1924 - 16 gennaio 1926 deceduto)
- Agatangelo Konstantinidis-Magnis † (28 giugno 1932 - 16 agosto 1935 deceduto)
- Massimo Vaportzis † (27 marzo 1948 - 1º gennaio 1972 deceduto)
- Crisostomo Konstantinidis † (1 dicembre 1991 - 13 ottobre 2006 deceduto)